# Homosexuels musulmans de France
Homosexuels musulmans de France, également appelé parfois Homosexuel(le)s musulman(e)s de France (abrégé en HM2F) est une association LGBT française d'accueil et d'accompagnement des personnes gays, lesbiennes, bisexuelles et trans musulmanes. Elle fait partie des associations LGBT confessionnelles, comme Beit Haverim ou David et Jonathan.

## Histoire
L'association a été fondée en janvier 2010 par Ludovic-Mohamed Zahed,,,. Le but de l'association est de proposer un espace de discussion et d'échange sur le quotidien des LGBT musulmans, d'affirmer la conciliation possible entre les orientations sexuelles et l'islam, et d'organiser des actions de prévention de l'homophobie, de la biphobie et de la transphobie dont sont victimes les LGBT musulmans. HM2F est la première association LGBT française adressée spécifiquement aux LGBT musulmans. Fin juin 2010, l'association comptait plus de 90 membres inscrits, dont plus d'un tiers de femmes ; ils étaient 325 en 2012 d'après Le Monde.

## Revendications et activités
En 2010, HM2F a participé à plusieurs rencontres et actions de prévention de l'homophobie, dont la conférence organisée en mai au Cap, en Afrique du Sud, par l'association The Inner Circle (TIC) fondée par l'imam homosexuel Muhsin Hendricks, et les journées annuelles de rencontre organisées par l'association LGBT chrétienne David et Jonathan. Elle a également pris part à la Journée mondiale de lutte contre l'homophobie, en participant notamment à un débat « Religions et homophobie » au Centre LGBT Paris-Île-de-France en mai 2010, et ouvert à Paris en 2012 une salle de prière pour tous, une première en Europe,,. L'association a des antennes locales, par exemple à Marseille.